# Hocké-Steyr
De Nederlands/Belgische importeur Hocké heeft in de jaren '60 standaard Steyr trucks uitgerust met eigen cabines. Men verkocht deze onder de naam Hocké-Steyr. Voor zover na te gaan veranderde men ook e.e.a. technisch aan de trucks.